# Riol
Riol è un comune di 1 192 abitanti della Renania-Palatinato, in Germania.

Appartiene al circondario (Landkreis) di Treviri-Saarburg (targa TR) ed è parte della comunità amministrativa (Verbandsgemeinde) di Schweich an der Römischen Weinstraße.